# Di (Burkina Faso)
Di è un dipartimento del Burkina Faso classificato come comune, situato nella provincia  di Sourou, facente parte della Regione di Boucle du Mouhoun.
Il dipartimento si compone del capoluogo e di altri 16 villaggi: Benkadi, Bossé, Bouna, Débé, Donon, Koromé, Lo, Niassan, Niassari, Oué, Poro, Poura, Toma-Ilé, Toma-koura, Tourou e Touroukoro.